# Proborhyaena
Proborhyaena gigantea is een uitgestorven buideldierachtige behorend tot de familie Proborhyaenidae van de Sparassodonta. Het was een carnivoor die tijdens het Oligoceen in Zuid-Amerika leefde.

## Fossiele vondsten
Fossielen van Proborhyaena zijn gevonden in de Argentijnse provincie Chubut, Bolivia en Uruguay in de afzettingen die dateren uit de South American Land Mammal Age Deseadan, 29 tot 21 miljoen jaar geleden.

## Kenmerken
Proborhyaena was een van de grootste buideldierachtige roofdieren ooit en het had het formaat van een beer.